# Pronunciamiento

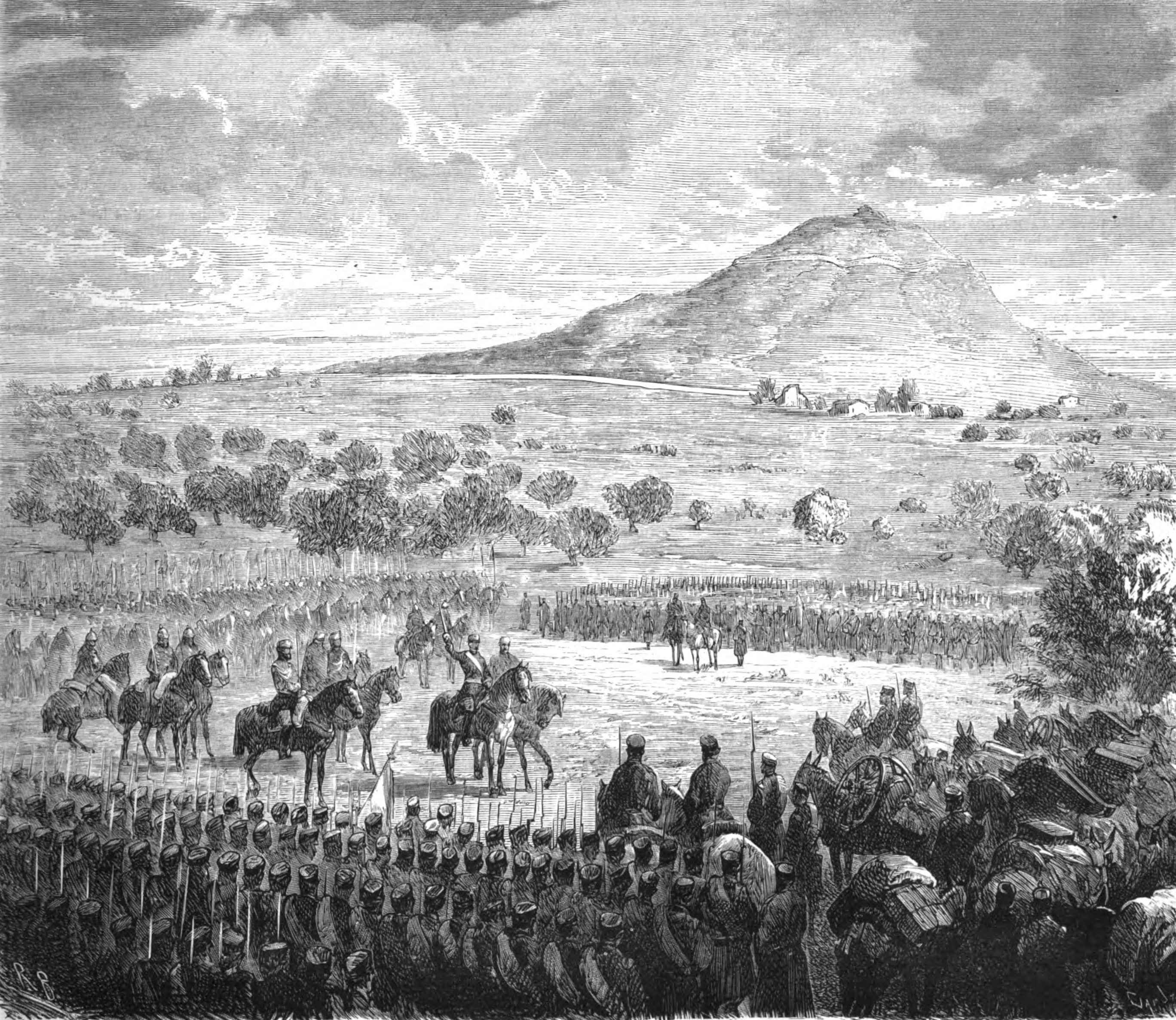
Proklamacja, w wyniku pronunciamiento, króla Alfonsa XII przez Brygadę Daban, której dowodcą był generał Martínez Campos (29 grudnia 1874)

Pronunciamiento – hiszpańska i południowoamerykańska odmiana zamachu stanu, obecna także w praktyce niektórych przewrotów politycznych w Afryce. W jego wyniku rządy przejmowane są bezpośrednio przez wojsko, a rolę przywódcy odgrywa przewodzący armią.

## Hiszpania
Hiszpańska wersja pronunciamiento miała formę mocno zrytualizowaną. Proces rozpoczynał się rozsiewaniem pogłosek o mniej lub bardziej osadzonym w faktach niezadowoleniu społeczeństwa z panujących rządów. Następnym krokiem było zawiązanie spisku i rozdzielenie zadań oraz ról w przyszłym państwie (rząd i wojsko). Ostatnim etapem było wezwanie wojska, w tym zwłaszcza oficerów, do wystąpienia przeciw aktualnej władzy. Odwoływano się do retoryki reform, wyzwolenia narodu ciemiężonego przez tyranów lub nieudaczników oraz woli ludu. Z czasem akcent przesunął się na eksponowanie dobra państwa, czy też zapewnienie ładu i porządku. Jerzy Robert Nowak wskazał, że od czasów najazdu armii Napoleona na Hiszpanię (1808) do obalenia monarchii (1931) Hiszpania przeżyła trzydzieści nieudanych pronunciamientos, nie licząc innych pozaprawnych form zmiany władzy. Wybuchłe w 1820 w Andaluzji pronunciamiento było kluczowe dla niepodległościowych ruchów w hiszpańskich koloniach na terenie Ameryki, a w konsekwencji przyczyniło się w ważki sposób do rozpadu imperium hiszpańskiego. Po obaleniu I Republiki Hiszpańskiej w wyniku pronunciamiento (grudzień 1874), na tronie osadzono króla Alfonsa XII. Wyżsi oficerowie, we wcześniejszym okresie próbujący wywierać wpływ na politykę przy pomocy pronunciamientos, zostali skutecznie wprzęgnięci w elitę rządową (aż 30% ministrów w latach 1875–1902 pochodziło z armii).

## Ameryka Łacińska
W XIX i XX wieku kultura pronunciamiento przeniesiona została na grunt Ameryki Łacińskiej. W niektórych państwach tego rejonu stała się z czasem głównym sposobem wyłaniania nowych władz. Siły zbrojne wykreowały się tam nie tylko na obrońców przed wrogiem z zewnątrz, ale utożsamiły się z samym państwem i stały się monopolistą w interpretowaniu głosu społeczeństwa. Siły zbrojne hamowały więc zapędy rządzących, niezgodne z interesem armii, jak również tłumiły wystąpienia społeczne, zagrażające, zdaniem wojskowych, interesowi państwa. Na terenie Ameryki Łacińskiej doszło do sytuacji, w jakiej w momencie umacniania się rządzących, którzy zdobyli władzę w wyniku pronunciamiento, do rządu dochodzili już następni zamachowcy. Najjaskrawiej widoczne to było w Boliwii, gdzie w przeciągu 182 lat niepodległości doszło do 187 zamachów stanu.